# Horror lovecraftiano

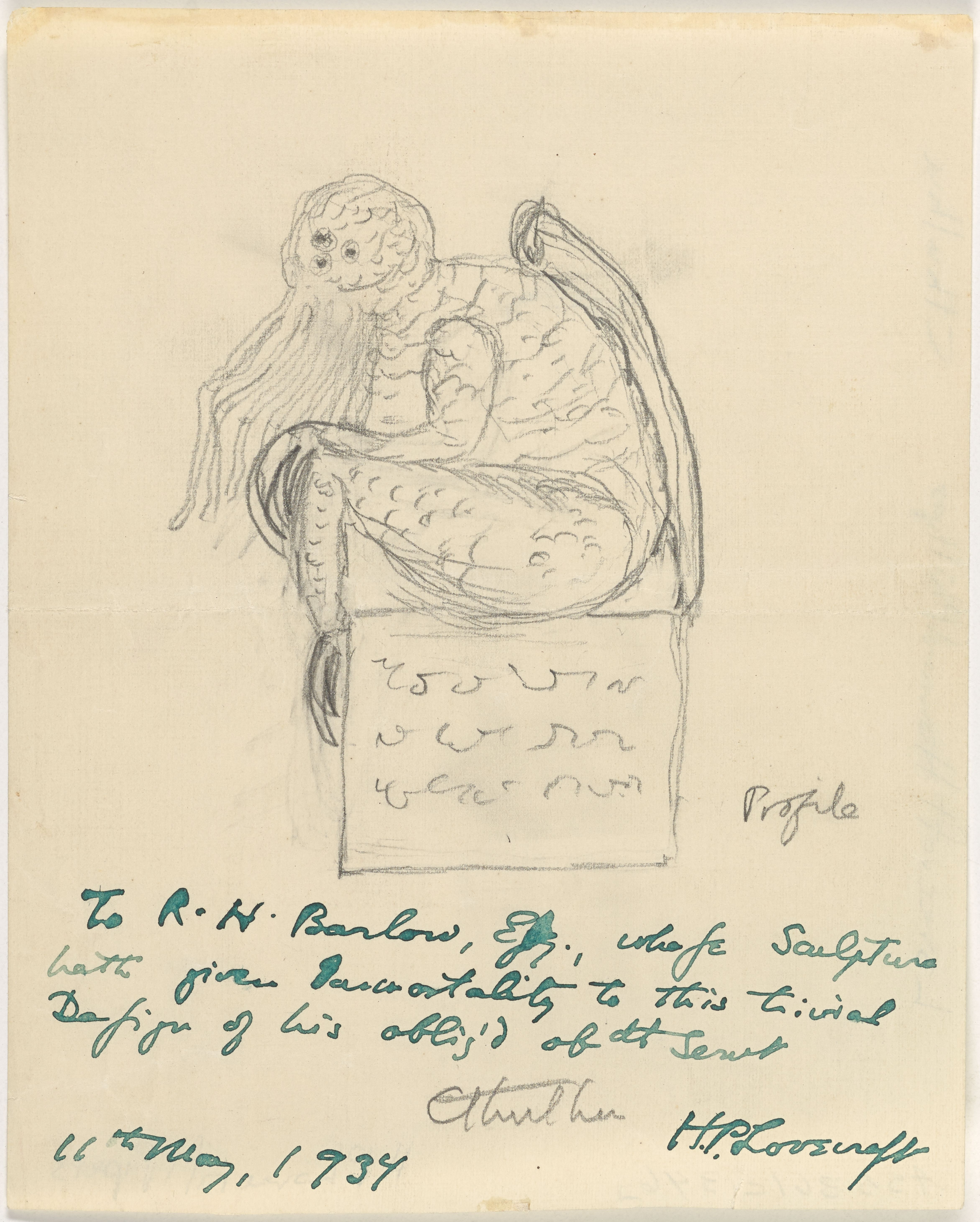
Un dibujo de Cthulhu, la entidad cósmica central en el cuento seminal de Lovecraft, «La llamada de Cthulhu», publicado por primera vez en la revista pulp Weird Tales en 1928.

El horror lovecraftiano, también llamado horror cósmico, es un subgénero de la ficción de terror y extraña que enfatiza el horror de lo desconocido e incomprensible más que la sangre u otros elementos de conmoción. Lleva el nombre del autor estadounidense H. P. Lovecraft (1890–1937). Su trabajo enfatiza temas de terror cósmico, conocimiento prohibido y peligroso, locura, influencias no humanas en la humanidad, religión y superstición, destino e inevitabilidad, y los riesgos asociados con los descubrimientos científicos,que ahora están asociados con el horror lovecraftiano como un subgénero.

## Origen

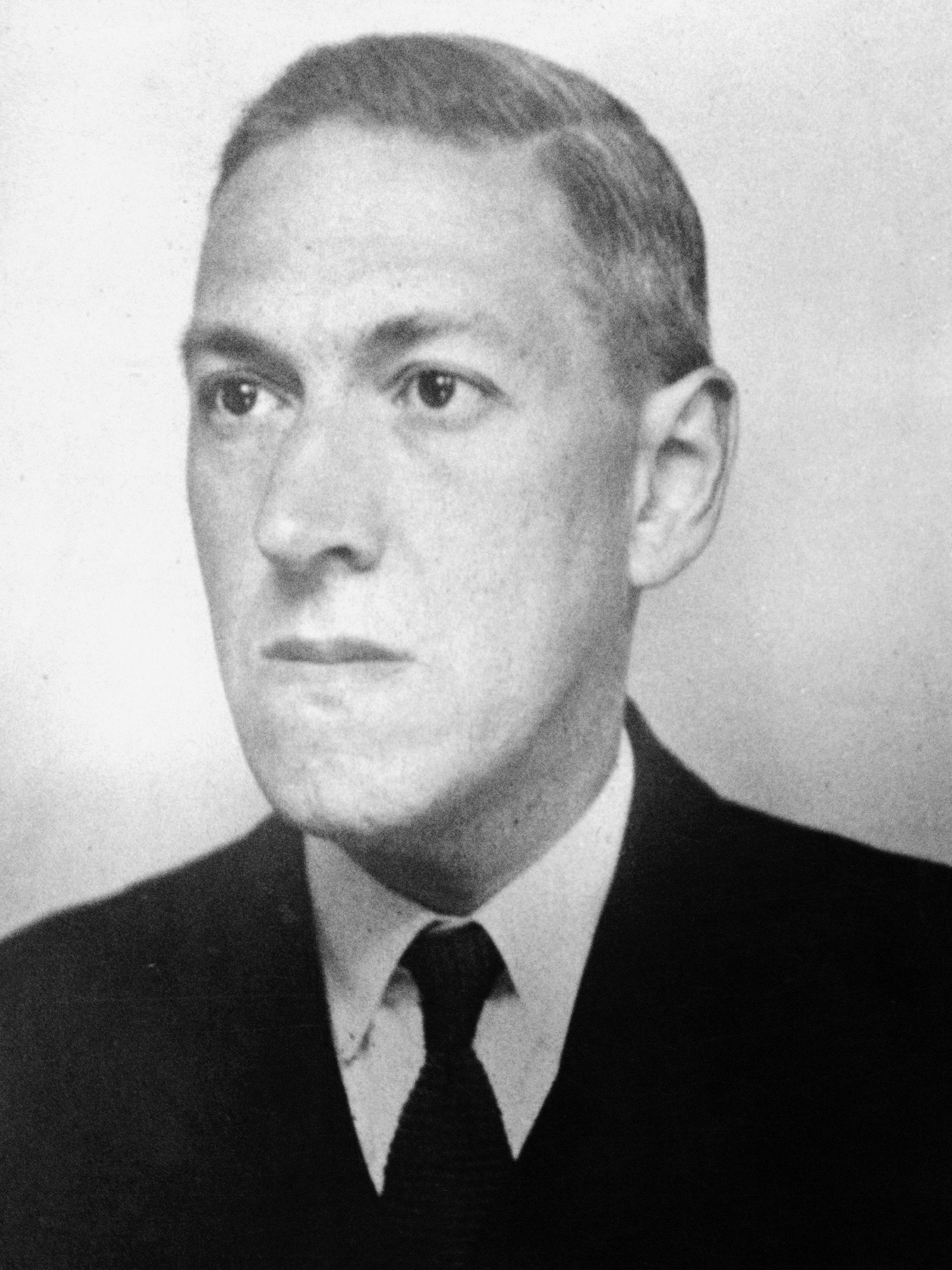
H. P. Lovecraft en junio de 1934.

El autor estadounidense H. P. Lovecraft refinó este estilo de narración en su propio mito que involucraba un conjunto de elementos sobrenaturales, prehumanos y extraterrestres . Su trabajo fue influenciado por autores como Edgar Allan Poe, Algernon Blackwood, Ambrose Bierce, Arthur Machen,Robert W. Chambers y Lord Dunsany . Sin embargo, Lovecraft estaba interesado en distinguir su trabajo de la ficción gótica y sobrenatural existente, elevando el horror, en sus propias palabras, a un nivel "cósmico".
El sello distintivo del trabajo de Lovecraft es el cosmicismo, la sensación de que la vida ordinaria es una capa delgada sobre una realidad que es tan ajena y abstracta en comparación que simplemente contemplarla dañaría la cordura de la persona ordinaria, la insignificancia y la impotencia en el cósmico, ecala, y negatividad intransigente. El trabajo de Lovecraft también está impregnado de la sensación insular de la Nueva Inglaterra rural, y gran parte del género continúa manteniendo este sentido de que "lo que el hombre no debe saber" podría estar más cerca de la superficie de la vida ordinaria, fuera de las ciudades abarrotadas de la civilización moderna.[cita requerida]

## Temas
Los temas centrales y la atmósfera del horror cósmico fueron presentados por el mismo Lovecraft en " Supernatural Horror in Literature ", su ensayo sobre ficción gótica, extraña y de terror.
- Miedo a lo desconocido e incognoscible.[15]
- El "miedo y asombro que sentimos cuando nos enfrentamos a fenómenos más allá de nuestra comprensión, cuyo alcance se extiende más allá del estrecho campo de los asuntos humanos y se jacta de tener un significado cósmico".[16] Aquí el horror se deriva de la comprensión de que los intereses humanos, los deseos, las leyes y la moralidad no tienen significado ni importancia en el universo en general.[17] En consecuencia, se ha señalado que las entidades de los libros de Lovecraft no eran malas. Simplemente estaban mucho más allá de las concepciones humanas de la moralidad.[17]
- Una "contemplación del lugar de la humanidad en el vasto e inhóspito universo revelado por la ciencia moderna" en el que el horror surge del "descubrimiento de una verdad espantosa".[18]
- Una fusión naturalista de terror y ciencia ficción en la que se "erosionan" las presunciones sobre la naturaleza de la realidad.[19]
- Que "el progreso tecnológico y social desde la época clásica ha facilitado la represión de la conciencia de la magnitud y malignidad del macrocosmos en el que está contenido el microcosmos humano", o en otras palabras, una represión calculada de la naturaleza aterradora del cosmos como un reacción a su "esencial horror".[20]
- Teniendo protagonistas indefensos ante poderes insondables e ineludibles, que reducen al ser humano de una posición privilegiada a la insignificancia y la incompetencia.[21][22]
- Preocupación por las texturas viscerales, las sustancias semigelatinosas proteicas y la baba, frente a otros elementos de terror como la sangre, los huesos o los cadáveres.[23]

## Colaboradores y seguidores
Gran parte de la influencia de Lovecraft es secundaria, ya que fue amigo, inspiración y corresponsal de muchos autores que desarrollaron sus propias obras notables. Muchos de estos escritores también trabajaron con Lovecraft en historias escritas conjuntamente.
Algunos han dicho que Lovecraft, junto con Edgar Allan Poe, es el autor más influyente sobre el terror moderno. El autor Stephen King ha dicho: "Ahora que el tiempo nos ha dado cierta perspectiva sobre su trabajo, creo que está fuera de toda duda que HP Lovecraft aún no ha sido superado como el mayor practicante del cuento de terror clásico del siglo XX".
A fines del siglo XX, Lovecraft se había convertido en una especie de ícono de la cultura pop, lo que resultó en innumerables reinterpretaciones y referencias a su trabajo. 

### Literatura y Arte
El trabajo de Lovecraft, publicado principalmente en revistas pulp, nunca tuvo el mismo tipo de influencia en la literatura que sus contemporáneos literarios modernistas como Ernest Hemingway y F. Scott Fitzgerald . Sin embargo, su impacto todavía se siente amplia y profundamente en algunos de los autores más célebres de la ficción contemporánea. Las fantasías de Jorge Luis Borges muestran un marcado parecido con algunas de las obras más influenciadas por los sueños de Lovecraft. Borges también dedicó su cuento "Hay más cosas" a Lovecraft, aunque también consideró a Lovecraft "un parodista involuntario de Poe ".
La inclinación de Lovecraft por los paisajes oníricos y por lo biológicamente macabro también ha influido profundamente en artistas visuales como Jean "Moebius" Giraud y H. R. Giger . El libro de pinturas de Giger que condujo directamente a muchos de los diseños de la película Alien se llamó Necronomicon, el nombre de un libro ficticio en varias de las historias de mitos de Lovecraft.

## Historietas
Lovecraft ha proyectado una larga sombra en el mundo del cómic. Esto ha incluido no solo adaptaciones de sus historias, como HP Lovecraft's Worlds, sino también la incorporación de los mitos en nuevas historias.
Alan Moore ha abordado temas lovecraftianos, en particular en The Courtyard y Yuggoth Cultures and Other Growths (y Yuggoth Creatures, un spin-off de Antony Johnston ), pero también en su Black Dossier donde la historia "What Ho, Dioses del Abismo?" mezcló el horror lovecraftiano con Bertie Wooster .
Lovecraft ha aparecido como un personaje en una serie de cómics lovecraftianos. Aparece en la serie limitada de Mac Carter y Tony Salmons The Strange Adventures of HP Lovecraft from Image y en la novela gráfica infantil Arcana Howard and the Frozen Kingdom de Bruce Brown.
Boom! Studios también han publicado una serie basada en Cthulhu y otros personajes de los Mitos, incluidos Cthulhu Tales  y Fall of Cthulhu . 
El creador de Hellboy, Mike Mignola, ha descrito que los libros están influenciados principalmente por las obras de Lovecraft, además de las de Robert E. Howard y la leyenda de Drácula . Esto fue adaptado a la película Hellboy de 2004.
El artista de manga Junji Ito está fuertemente influenciado por Lovecraft.
El número 32 de The Brave and the Bold estuvo fuertemente influenciado por las obras y el estilo de Lovecraft. Además de usar pastiches de Cthulhu, los Profundos y R'lyeh, el escritor J. Michael Straczynski también escribió la historia en un estilo claramente lovecraftiano.

## Cine y televisión
El horror lovecraftiano se convirtió realmente en un subgénero, no solo alimentando las adaptaciones cinematográficas directas de Poe y Lovecraft, sino que sentó las bases sobre las que se construyeron muchas de las películas de terror de las décadas de 1950 y 1960.

### 1960
Un cineasta notable que se sumergió en el pozo lovecraftiano fue el cineasta Roger Corman, con su The Haunted Palace (1963) basada muy libremente en The Case of Charles Dexter Ward.
Aunque no son adaptaciones directas, los episodios de la conocida serie The Outer Limits a menudo tenían temas lovecraftianos.
Entre las otras adaptaciones conocidas de esta época se encuentran Dark Intruder (1965), que tiene algunas referencias pasajeras a los Mitos de Cthulhu ; The Shuttered Room (1967), basada en una "colaboración póstuma" de August Derleth con Lovecraft, y Curse of the Crimson Altar (título estadounidense: The Crimson Cult ) (1968), basada en " The Dreams in the Witch House ".

### 1970
La década de 1970 produjo una serie de películas que han sido clasificadas como terror lovecraftiano. Esto incluye los temas de la fragilidad humana, la impotencia frente a lo incognoscible y la falta de respuestas en Picnic at Hanging Rock, y The Dunwich Horror, con su fuente en el trabajo de Lovecraft y el énfasis en "fuerzas más allá del control del protagonista".
La serie Night Gallery de Rod Serling de 1969–73 adaptó al menos dos historias de Lovecraft, " El modelo de Pickman " y " Cool Air ".

### 1980
En 1981, Sam Raimi creó la franquicia de películas de terror y comedia The Evil Dead después de estudiar HP Lovecraft. Se compone de las películas The Evil Dead (1981), Evil Dead II (1987) y Army of Darkness (1992).
La "Trilogía del Apocalipsis" de John Carpenter presenta elementos lovecraftianos, que se vuelven más notorios en cada película.
La comedia negra Re-Animator (1985) se basó en la novela de Lovecraft Herbert West-Reanimator.
From Beyond de 1986 se basó libremente del cuento de Lovecraft.
La película de 1987 The Curse fue una adaptación de " The Color Out of Space " de Lovecraft.

### 1990
La película de HBO de 1991 Cast a Deadly Spell protagonizó a Fred Ward como Harry Phillip Lovecraft, un detective noir que investiga el robo del Necronomicon en un universo alternativo de 1948 en Los Ángeles, donde la magia era un lugar común.
The Resurrected de 1992, dirigida por Dan O'Bannon, es una adaptación de la novela de Lovecraft El caso de Charles Dexter Ward .
El autorreferencial Necronomicon (1993), presentaba al propio Lovecraft como personaje, interpretado por Jeffrey Combs.
The Lurking Fear de 1994 es una adaptación de la historia de Lovecraft " The Lurking Fear ". 
Castle Freak de 1995 está vagamente inspirado en " The Outsider ".

### 2000
Este período vio algunas películas que usaban temas de terror lovecraftianos. The Mist de 2007, la adaptación cinematográfica de Frank Darabont de la novela homónima de 1985 de Stephen King y The Call of Cthulhu de 2005, hecho por HP Lovecraft Historical Society, una adaptación en blanco y negro que utiliza técnicas de cine mudo para imitar la sensación de una película que podría haberse realizado en la década de 1920, en el momento en que se escribió la historia de Lovecraft .
Dagon de 2001 es una película de terror de origen español dirigida por Stuart Gordon.
Cthulhu es una película de terror australiana de bajo presupuesto de 2000 que fue dirigida, producida y escrita por Damian Heffernan.
Cthulhu de 2007, dirigida por Dan Gildark, se basa libremente en la novela La sombra sobre Innsmouth (1936). 

### 2010
Desde 2010, varias películas populares han utilizado elementos de terror cósmico, en particular Annihilation  Alex Garland (basada en la novela de 2014 del mismo nombre de Jeff VanderMeer ) con sus fuertes temas de incomprensibilidad e influencia externa. en la tierra. La película de Robert Egger de 2019 The Lighthouse se ha comparado con las obras de Lovecraft debido a la atmósfera lúgubre, las imágenes de terror en el mar profundo y el poder sobrenatural y enloquecedor del faro titular que lleva a los protagonistas a la locura.
Las películas de Panos Cosmatos, Beyond the Black Rainbow  y Mandy  toman temas de terror cósmico y los mezclan con elementos psicodélicos y new age.
Otras películas que incorporan o adaptan directamente el trabajo de Lovecraft incluyen la película de 2011 The Whisperer in Darkness basada en el cuento de Lovecraft del mismo nombre, el cortometraje finlandés de 2017 Sound from the Deep que incorpora elementos de At the Mountains of Madness en un escenario moderno, y Color Out of Space de Richard Stanley basado en el cuento de Lovecraft " The Color Out of Space ".

### 2020
William Eubank, director de la película de 2020 Underwater, ha confirmado que las criaturas de su película están ligadas a los Mitos de Cthulhu .Masking Threshold (2021) utiliza elementos de la historia de Lovecraft. El director y escritor Johannes Grenzfurthner confirma la influencia en entrevistas. película de terror de 2022 Venus está inspirada en " Los sueños en la casa de la bruja " de HP Lovecraft.
Toonami ha confirmado que la serie Housing Complex C estaba destinada a invocar temas lovecraftianos.
El Gabinete de Curiosidades de Guillermo del Toro también tiene dos episodios adaptados de Lovecraft: Pickman's Model y Dreams in the Witch House.

### 2023-presente
En el episodio 3 de El Asombroso Circo Digital, Kinger dice, al encontrarse con la cabeza del ángel que emite un tipo de rugido, si podría repetirlo ya que él no habla "lovecraftiano".

## Juegos
Elementos del horror lovecraftiano han aparecido en numerosos videojuegos y juegos de rol . Se ha reconocido que estos temas son cada vez más comunes, aunque se reconocen las dificultades para representar el horror lovecraftiano en videojuegos más allá de una estética visual.

### Mesa
Lovecraft fue una influencia en Dungeons & Dragons a partir de principios de la década de 1970, y las ediciones iniciales de AD&amp;D Deities &amp; Demigods incluían personajes de las novelas de Lovecraft. Dungeons & Dragons influyó en los juegos de rol posteriores, incluido Call of Cthulhu (1980), que a su vez reclutó nuevos fanáticos para los mitos de Cthulhu. Las expansiones de Magic: The Gathering como Battle for Zendikar (2015), Eldritch Moon (2016) y Shadows over Innistrad (2016) contienen componentes lovecraftianos.

### Videojuegos

#### 1980 y 1990
Los videojuegos, como las películas, tienen una rica historia de elementos y adaptaciones lovecraftianas. En 1987, The Lurking Horror fue el primero en llevar el subgénero de terror lovecraftiano a las plataformas informáticas. Este fue un juego de aventuras basado en texto, lanzado por Infocom, conocido por la serie Zork .
Alone in the Dark (videojuego de 1992) contiene elementos y referencias lovecraftianas.
Shadow of the Comet, un juego que se desarrolla en el siglo XIX, está fuertemente inspirado en el mito de Cthulhu.
El juego de aventuras de texto de 1998 Anchorhead está fuertemente inspirado en Lovecraftian Horror y presenta muchos elementos de los mitos de Cthulhu, así como citas de Lovecraft.
Quake (videojuego), un juego FPS que tiene elementos lovecraftianos.

#### 2000
El juego ruso de 2005 Pathologic presenta muchos temas comunes en las obras lovecraftianas: los tres personajes principales son, de alguna manera, extraños a la ciudad. El juego se centra en una plaga imparable que deja una baba gelatinosa y sangrienta en áreas contaminadas; el personaje del jugador es completamente incapaz de detener la plaga.
Call of Cthulhu: Dark Corners of the Earth para PC y Xbox es un juego de disparos en primera persona con fuertes elementos de terror de supervivencia.
Eternal Darkness: Sanity's Requiem en Nintendo Gamecube utiliza temas pesados de horror cósmico a lo largo del juego, en particular con la cordura de los personajes del jugador que se ve afectada a través de sus interacciones con lo sobrenatural.

#### 2010-presente
El juego de terror de supervivencia Amnesia: The Dark Descent está fuertemente inspirado en el horror lovecraftiano, en diseño visual, trama y mecánica, con un impacto duradero reconocido en los juegos de terror como género. The Last Door es un juego de aventuras de apuntar y hacer clic que combina el horror lovecraftiano con el horror gótico, y el juego Bloodborne de From Software incluye muchos temas de terror cósmico y lovecraftiano, sin utilizando los Mitos de Cthulhu . El juego roguelike The Binding of Isaac: Rebirth presenta el horror lovecraftiano en la forma de la transformación del Leviatán en el juego.
Otros juegos lanzados desde 2010 con elementos del horror lovecraftiano incluyen Sunless Sea, un juego de rol de supervivencia/exploración de terror gótico, Vintage Story, un juego de supervivencia de caja de arena con enemigos en el juego llamados "Drifters" inspirado en el género, el juego Darkest Dungeon, un videojuego de rol con énfasis en el trauma mental y la aflicción, Edge of Nowhere, un juego de realidad virtual de acción y aventura, y The Sinking City, un detective de mundo abierto y juego de terror de supervivencia. en la década de 1920 en Nueva Inglaterra, inspirándose en La sombra sobre Innsmouth y " Hechos sobre el difunto Arthur Jermyn y su familia ". Smite presenta a Cthulhu como un personaje jugable, el First-Person Shooter Dusk de 2018 con muchas influencias lovecraftianas, como su tercer capítulo, The Nameless City, el jefe final Nyarlathotep, y su inspiración del First-Person Shooter Quake con temática de Lovecraft. En 2020, se lanzó Call of the Sea, un juego de aventuras y rompecabezas fuertemente inspirado en las obras de Lovecraft.

## Otros medios
- Uzumaki de Junji Ito
- Juego de mesa Mansions of Madness 1.ª y 2.ª edición
- Los archivos de Magnus
- Canciones de The Call of Ktulu, The Thing That Should Not Be, All Nightmare Long y Dream No More de Metallica
- La llamada del vacío